# Westbury (Buckinghamshire)
Westbury – wieś w Anglii, w hrabstwie Buckinghamshire, w dystrykcie (unitary authority) Buckinghamshire. Leży 88 km na północny zachód od centrum Londynu. W 2001 miejscowość liczyła 312 mieszkańców.